# 美甲店Paris
《美甲店Paris》（韓語：네일샵 파리스），為韓國MBC QueeN於2013年5月3日起播放的金曜劇。由《型男保姆到我家》成敏智作家和朴秀哲導演合作打造，講述女主角洪如珠女扮男裝進入花美男們所經營的美甲店工作而展開的故事。

## 演員陣容

### 主要人物
- 朴奎利 飾演 洪如珠
- 全智厚 飾演 Alex/金智憲
- 宋再臨 飾演 K
- 天　動 飾演 真

### 其他人物
- 邊宇民 飾演 宇民
- 金彩燕 飾演 琴美麗
- 韓素英 飾演 金智秀
- 承　燁 飾演 賢宇

## 腳註
1. ↑  《Nail shop Paris》曝劇照 Kara朴奎利為戲剪發露香背 （页面存档备份，存于）韓星網（中文）

## 外部連結
- MBC QueeN